# 太田緑ロランス
太田 緑 ロランス（おおた みどり ロランス、1981年3月16日 - ）は、日本のモデル、女優。北海道札幌市出身。アルファエージェンシー所属。血液型はA型。身長173 cm。

## 人物
フランス人の父親と日本人の母親の間に生まれる。
特技は水泳、フランス語・英語、絵画、朗読。
趣味は旅行と散歩。

## 略歴
早稲田大学文学部（文化人類学専攻）出身。大学在学中より、モデル、舞台、映画などで活動開始。2010年、NODA・MAPの三人芝居「表に出ろいっ！」で中村勘三郎と野田秀樹の娘を演じる。
2007年の『ハゲタカ（2007年）』と2018年の『ハゲタカ（2018年）』では同じ役柄を演じた。

## 出演

### 映画
- 下妻物語（2004年5月29日）[2]
- 偶然の続き（2005年、ヒロイン)
- 交渉人 真下正義（2005年5月7日）
- 夜のピクニック（2006年9月30日）
- 姦C THE 映画（2007年10月29日）
- 夢売るふたり（2012年9月8日）[2]
- 紅い襷～富岡製糸場物語（2017年12月2日）

### テレビドラマ
- 元カレ（2003年、TBS）
- ハゲタカ（2007年2月17日 - 3月24日、NHK） - リン・ハットフォード 役[2]
- 似顔絵捜査官（2008年、フジテレビ）
- メイドインジャパン（2013年、NHK）
- 誤断（2015年、WOWOW）
- コールドケース 〜真実の扉〜 Season1 第9話（2016年12月17日、WOWOW）- 橘一枝（シスター、1970年）役
- きみはペット 第11話（2017年5月15日、フジテレビ）
- 人生が楽しくなる幸せの法則 第2話（2018年1月17日、読売テレビ）
- 怪盗戦隊ルパンレンジャーVS警察戦隊パトレンジャー 第9話（2018年4月8日、テレビ朝日） - エマ・ゴルディー二 役
- 連続テレビ小説
  - 半分、青い。 第68回 - 第70回（2018年6月20日 - 22日、NHK） - 藤真由美 役
  - 虎に翼 第68回 - 第70回（2024年7月3日 - 5日、NHK） - 梶山ルイーズ 役
- ハゲタカ（2018年7月19日 - 9月6日、テレビ朝日） - リン・ハットフォード 役
- 限界団地（2018年、東海テレビ） - 東加代子（若い頃） 役
- グランメゾン東京 第7話・最終話（2019年12月1日・29日、TBS） - エリーゼ 役
- SUITS/スーツ Season2 第3話（2020年7月27日、フジテレビ） - 吉永由紀子 役
- ナイルパーチの女子会 第4話（2021年2月20日、BSテレ東）
- パレ・ド・Z〜おいしさの未来〜（2021年、BSフジ）- カメラマン 役[6]
- テイオーの長い休日 第8話 (2023年7月29日、東海テレビ放送)　- ジョディ・ハリス 役

### 舞台
- ダンデライオン（2001年）
- 幽霊はここにいる（2002年）
- ピルグリム（2003年）
- トランス（2004年）
- 246番地の雰囲気（2004年）
- 城（2005年）
- センター街（2005年）
- アクト・ア・レディー（2006年）
- 水の話（2006年）
- 「審判」「失踪者AMERIKA」（2007年）
- 空中ブランコ（2008年）
- 表に出ろいっ！（2010年）
- 南へ（2011年）
- Understandable?（2011年）
- ミッション（2012年）
- ポリグラフ（2012年 - 2013年）
- スカパン（2013年）
- 失踪者AMERIKA（2013年）
- もっと泣いてよフラッパー（2014年）
- ポリグラフ（2014年〈再演〉）
- 海の夫人（2015年）
- スカパン（2015年〈再演〉）
- 嗚呼いま、だから愛。（2016年[2]、2018年）
- 天の敵（2017年）
- 怪談 牡丹燈籠（2017年）
- 円生と志ん生（2017年）
- お気に召すまま（2018年）
- Le Père 父（2019年）
- WILD（2019年）
- 渦が森団地の眠れない子たち（2019年）
- 首切り王子と愚かな女（2021年）
- 関数ドミノ（2022年）
- 夏の夜の夢（2024年）[7]
- ピーター・パン（2025年7 - 8月） - ダーリング夫人[8]
- バグダッド・カフェ（2025年11月） - デビー 役[9]

### CM
- 日本ガイシ（2008年）[2]